# Leithe (Adelsgeschlecht, Pferdepramen)

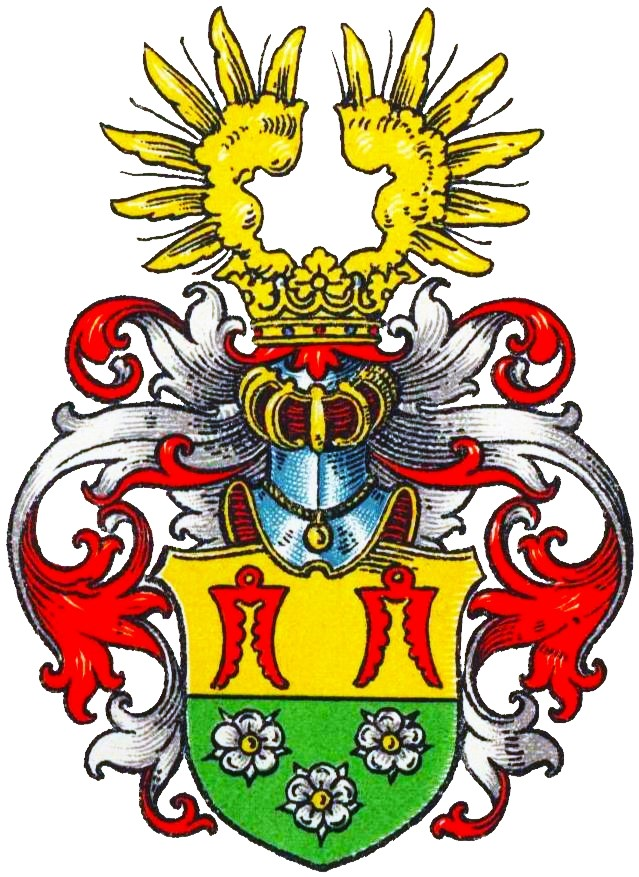
Wappen derer von der Leithe im Wappenbuch des Westfälischen Adels

Von der Leithe (auch Leitene, Leythe, Leite, Leithen o. ä.) ist der Name eines erloschenen westfälischen Uradelsgeschlechts, das eines Stammes mit den wappenverwandten Aschebrock war.
Das Geschlecht ist zu unterscheiden von den namensgleichen, in derselben Region ansässigen, aber wappenverschiedenen und nichtstammesverwandten Leithe. Selbst in der einschlägigen Literatur werden Besitzungen der beiden Familien oftmals falsch zugeordnet.

## Geschichte

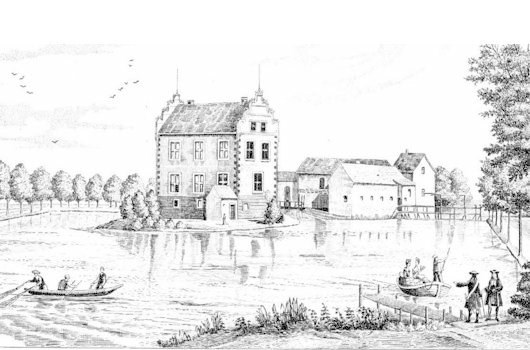
Haus Leythe in Gelsenkirchen-Erle

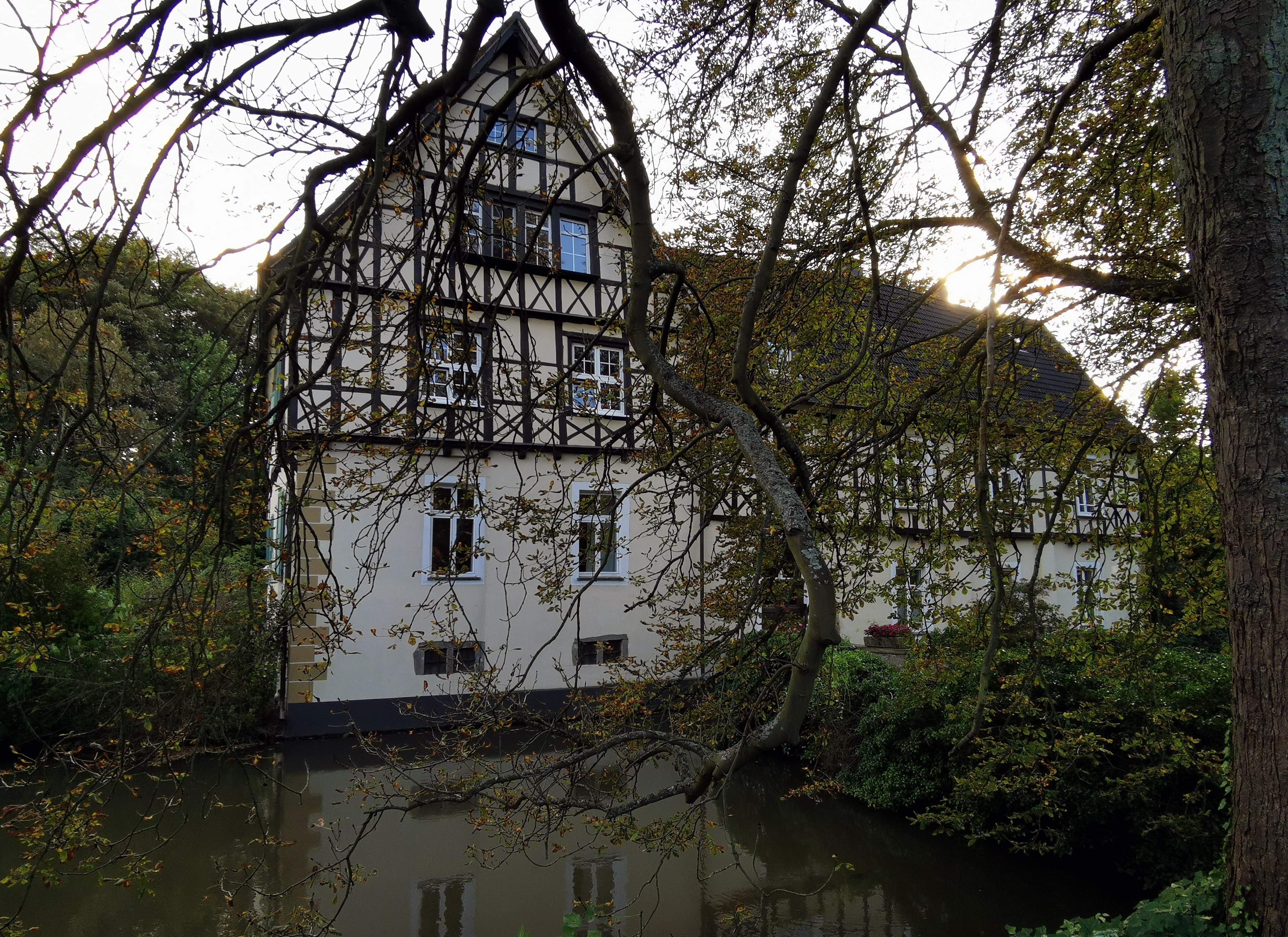
Haus Laer in Bochum-Laer

Das Geschlecht stammt aus der Grafschaft Mark. Laut Anton Fahne führte das Geschlecht seinen Namen nach Haus Leythe im heutigen Gelsenkirchen-Erle (bis 1377). Die Familie besaß ferner u. a. Leckingsen (Iserlohn) und Nolkenshof im Kirchspiel Ascheberg (beide urkundlich 1400), Haus Marten (vorher Strakenhaus) (Dortmund) (1455–1649), Haus Laer (Bochum-Laer) (1480–1895) und Haus Steinkuhl (Bochum-Altenbochum) (bis 1801). 1638–1641 versuchten die Leithe zu Laer, Erbansprüche auf Haus Rechen in Bochum-Ehrenfeld geltend zu machen, besetzten das Gut, unterlagen jedoch in einem Gerichtsverfahren und mussten das Gut wieder räumen.
Die Familie erscheint zuerst 1335 mit Diederich von der Leithe. 1335 und 1355 siegelte Knappe Wenemar von Leithe, 1343 Bürgermeister von Essen, mit dem Pferdepramen-Wappen. Ebenso 1348, als er dem Werdener Abt Johann tauschweise die Besitzrechte, volkssprachlich den eghendom genannt, der Güter ther Heghe im Kirchspiel Buer unter der Bedingung übertrug, dass er und seine Erben sie zu Ministerialenrecht erhalten. Er hat dagegen vom Abt als Eigentum erhalten die Güter zu Frentrop in der Pfarrei Marl, die bisher vom Abt zu Ministerialenrecht ausgegeben wurden. Die sichere Stammreihe beginnt mit Henrich von der Leithe (urkundlich 1413–1440). 1483 bekundete Heinrich von der Leithen, sein Einverständnis damit, dass die von dem Kloster Werden lehnrührigen Güter in der Grafschaft Mark, die in der Erbteilung nach dem Tod seines Vaters an seinen Bruder Gerit gefallen waren, von ihm zu Lehen empfangen werden konnten. 1486 beurkundete Gerd von der Leithen, Sohn des verstorbenen Heinrich, dass ihn der Werdener Abt Anton mit dem Haus, in dem er zur Zeit wohnt, früher genannt Strakengut, mit dem Jungferngut zu Marten, mit Horstekensgut zu Annen und Schimminkhof oder Schemmen im Kirchspiel Lütgendortmund zu Dienstmannsrecht belehnt hatte. 1514 machte Adrian von der Leithen, Sohn des inzwischen verstorbenen Gerds, mit einer Urkunde mit Pferdepramen-Siegel bekannt, dass ihn der Werdener Abt Anton mit dem Haus zu Marten gen. Straekenhaus, dem Jungferngut in Marten, dem Horstekensgut in Annen und dem Gut Schimminghof oder to Schemmen im Kirchspiel Lütgendortmund nach Dienstmannsrecht belehnt hatte.
Nachdem Andrian von der Leithens Sohn Dietrich von der Leithen, 1570 Herr zu Laer, verheiratet mit Elisabeth von Hafkenscheid († 3. April 1614), ca. 1584 kinderlos verstorben war, fiel Haus Laer an David von der Leithen, einen Vetter der Linie zu Haus Marten.
Zu Haus Laer in Bochum existierte das Geschlecht noch Ende des 19. Jahrhunderts:
- Jobst von der Leithen († 1581), 1576 Herr zu Marten, ⚭ Anna von Grüter zu Werdringen
  - David von der Leithen, 1581 mit Marten belehnt, 1584 Herr zu Laer, ⚭ 1583 Anna von Vietinghoff genannt Schell zu Haus Rechen (* 1559)
    - Jobst von der Leithen, Obristwachtmeister, 1635 Herr zu Laer, ⚭ Margaretha von Galen zu Töddinghausen
      - Jobst Christoph von der Leithen, 1638 Herr zu Laer, ⚭ Josina Elisabeth von Düngelen zu Dahlhausen
        - Jobst Wilhelm von der Leithen, 1664–1690 Herr zu Laer, ⚭ I. mit Mechel von Paland zu Keppel, ⚭ II. mit Isabella Elisabeth von Calenberg
          - Anna Elisabeth von der Leithen, 1706 Stiftsdame zu Clarenberg
          - Jobst Christoph von der Leithen († 27. April 1747), Generalleutnant der Infanterie in holländischen Diensten, Herr zu Laer, ⚭ I. mit Margaretha Magdalena von Düngelen zu Haus Dahlhausen, II. mit Charlotta Maria Otilia Ferdinandine von Bottlenberg genannt Schirp
            - aus I.: Werner Jobst Moritz von der Leithen († 4. Februar 1738), Leutnant im Dragonerregiment vom Prinzen Wilhelm zu Hessen-Kassel
            - aus I.: Adolph Henrich Jobst von der Leithen, Rittmeister in holländischen Diensten, Herr zu Laer, ⚭ I. 1746 mit Johanna Maria Theodora von Syberg († 1746 im Kindbett) aus dem Hause Busch, ⚭ II. am 18. November 1753 mit Lisette Henriette Charlotte Amalie von Schwansbell zu Haus Oberfelde
              - aus I.: Johann Albert Gisbert Jobst von der Leithen (* 1740), Herr zu Laer, Steinkuhl und Sypen, ⚭ Isabella Elisabeth Friederike von der Berswordt genannt von Walrabe (* 1745)
                - Johann Konrad Christian Karl Jobst von der Leithen (1772–1829), Herr auf Laer, Landrat der Kreise Bochum, Dortmund und Hagen, ⚭ 30. Dezember 1798 in Sandau bei Magdeburg mit Henriette Karoline Christine Lemann (* 1770, † 6. Januar 1845)
                  - Louis (Ludwig) Heinrich Gisbert Jobst von der Leithen (* 9. Mai 1800, † 6. Juni 1832), Herr zu Laer, ⚭ 8. Oktober 1830 in Hamm mit Marie Christiane Friederike Henriette Wiethaus (* 3. Oktober 1804, † nach 1832) (sie: ⚭ II. am 23. Juli 1839 mit Eugen von Krane)
                  - Adoline Henriette von der Leithen (* 1803)
                  - Friedrich Otto von der Leithen (* 24. Oktober 1804 auf Laer, † 26. November 1879 Oberlahnstein), königlich-preußischer Major a. D., ⚭ 16. April 1850 in Jülich mit Marie Forst (* 3. Juni 1827 Jülich, † 15. Januar 1890)
                    - Adeline Josephine Ursula von der Leithen (* 14. März 1851 Jülich)
                    - Richard Klemens Jobst von der Leithen (* 29. August 1852 Aachen), kaiserlich-deutscher Zolloffizier in Shanghai, China, ⚭ 1. März 1888 in Essen mit Bertha Lange (* 20. März 1865 Essen)
                      - Grace von der Leithen (* 24. Juli 1890 Hànkǒu, China)
                      - Martha von der Leithen (* 2. Februar 1892 Essen)
                      - Evy von der Leithen (* 1. August 1894 Essen)

                  - Louise Adolphine Agnes von der Leithen (* 1807)
                  - Wilhelm Adolf Eduard Gisbert von der Leithen (* 6. Juli 1808 auf Laer, † 13. November 1869 daselbst), Herr auf Laer, ⚭ I. 12. November 1833 in Westhofen mit Sophie Schulz (* 4. April 1815 Syburg, † 31. Dezember 1894 Dortmund), Erbin von Burg Husen in Syburg, geschieden 1844; ⚭ II. 21. Mai 1845 in Neuwied mit Anna Maria Katharine Bonnermann (* 7. Januar 1820 zu Laer, † 27. Dezember 1895 Bochum)
                    - aus I.: Marie von der Leithen (* 13. September 1834, † 2. Dezember 1900)
                    - aus I.: Clara von der Leithen (* 11. Mai 1838, † 25. August 1890)
                    - aus II.: Anna Bertha Ida Laura von der Leithen (* 23. Februar 1845 zu Laer, † 1935), Herrin auf Laer, ⚭ 1867 mit Gustav Frielinghaus (1835–1911), 1867 Direktor der Steinkohlenzeche Dannenbaum in Bochum, später Generaldirektor einer von mehreren Zechen gebildeten Aktiengesellschaft, 1881–1900 Mitglied des Stadtverordnetenkollegiums Bochum, 1897–1911 Präsident der Bochumer Industrie- und Handelskammer
                    - aus II.: Johanna Ida Emma von der Leithen (* 1847) ⚭ 1876 mit Friedrich Kleppel, Pastor in Wiesbaden

              - aus II.: Friedrich Wilhelm Jobst von der Leithen

            - aus II.: Anna Josine Elisabeth von der Leithen

          - Ida Maria von der Leithen, 1706 Stiftsdame zu Elsey
          - Elbertina Johanna von der Leithen ⚭ Fr. Conrad von Ossenbrock zu Berendorff
          - Anna Sibilla von der Leithen ⚭ I. mit Jan Gisbert von Bönen zu Overhaus, ⚭ II. mit Conrad Heinrich Georg von Vaerst zu Haus Heven und Haus Kallenberg

  - Christoph von der Leithen, 1581 mit Marten belehnt
  - Giertgen von der Leithen, 1581 mit Marten belehnt
  - Gert von der Leithen zu Marten († 2. März 1623), 1604 Herr zu Marten, von den Spaniern bei Dorstfeld erschlagen, ⚭ Alheid von Schwansbell
  - Jobst von der Leithen, nach dem Tod seines Bruders Herr zu Marten, lebte noch 1637, erscheint 1638 als verstorben, ⚭ Anna von Tork zu Edinckhausen (sie: ⚭ II. 1642 mit Philipp Otto von Aschebrock zu Haus Nosthausen), 1649 übertrug sie Marten an ihren Enkel Gerhard Friedrich von Melschede
    - Jobst Johann von der Leithen, 1638 mit Haus Marten belehnt
    - Ida von der Leithen, Erbin eines Teils von Marten, ⚭ Johann von Melschede zu Brenschade

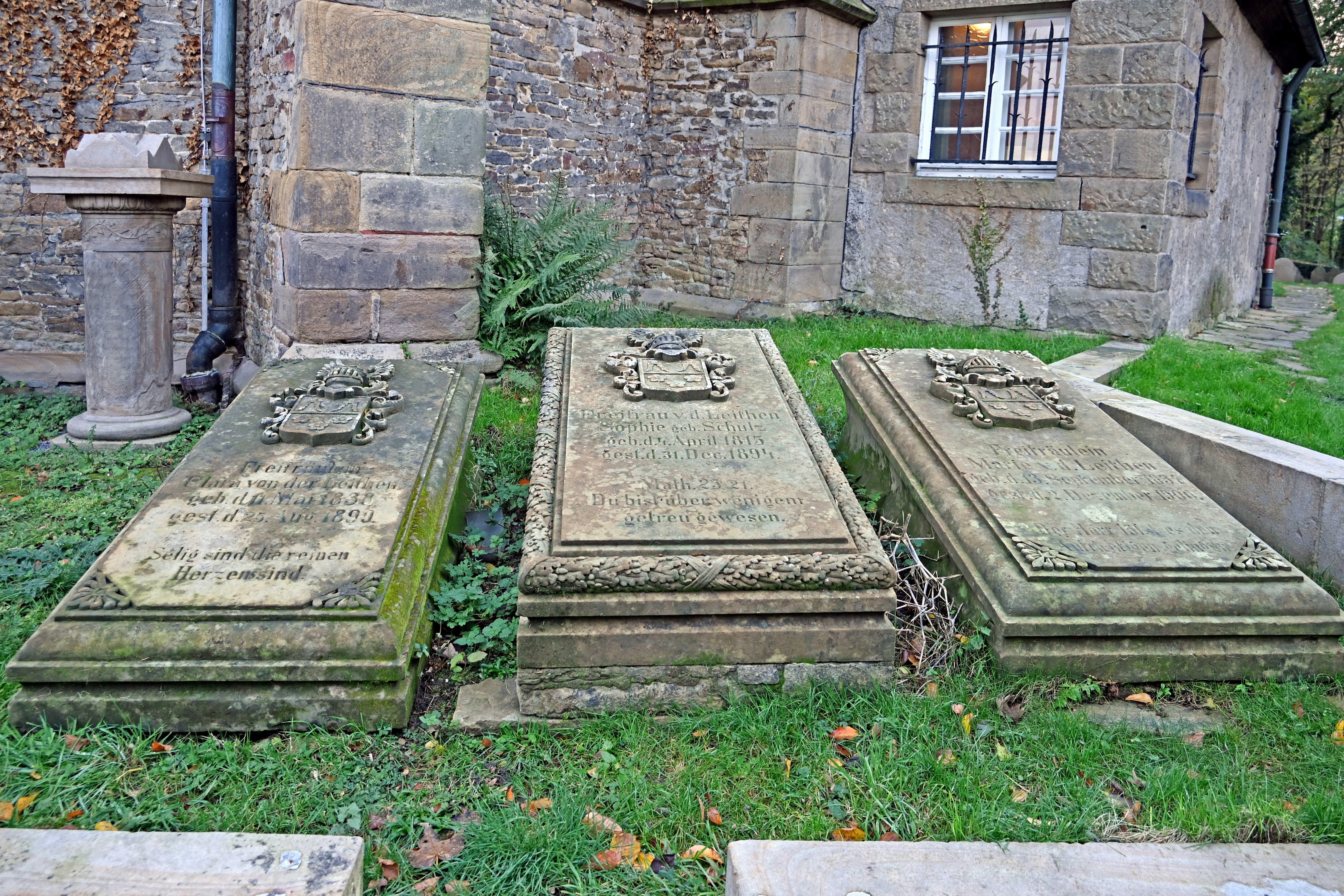
Grabsteine der Familie von der Leithen in Syburg
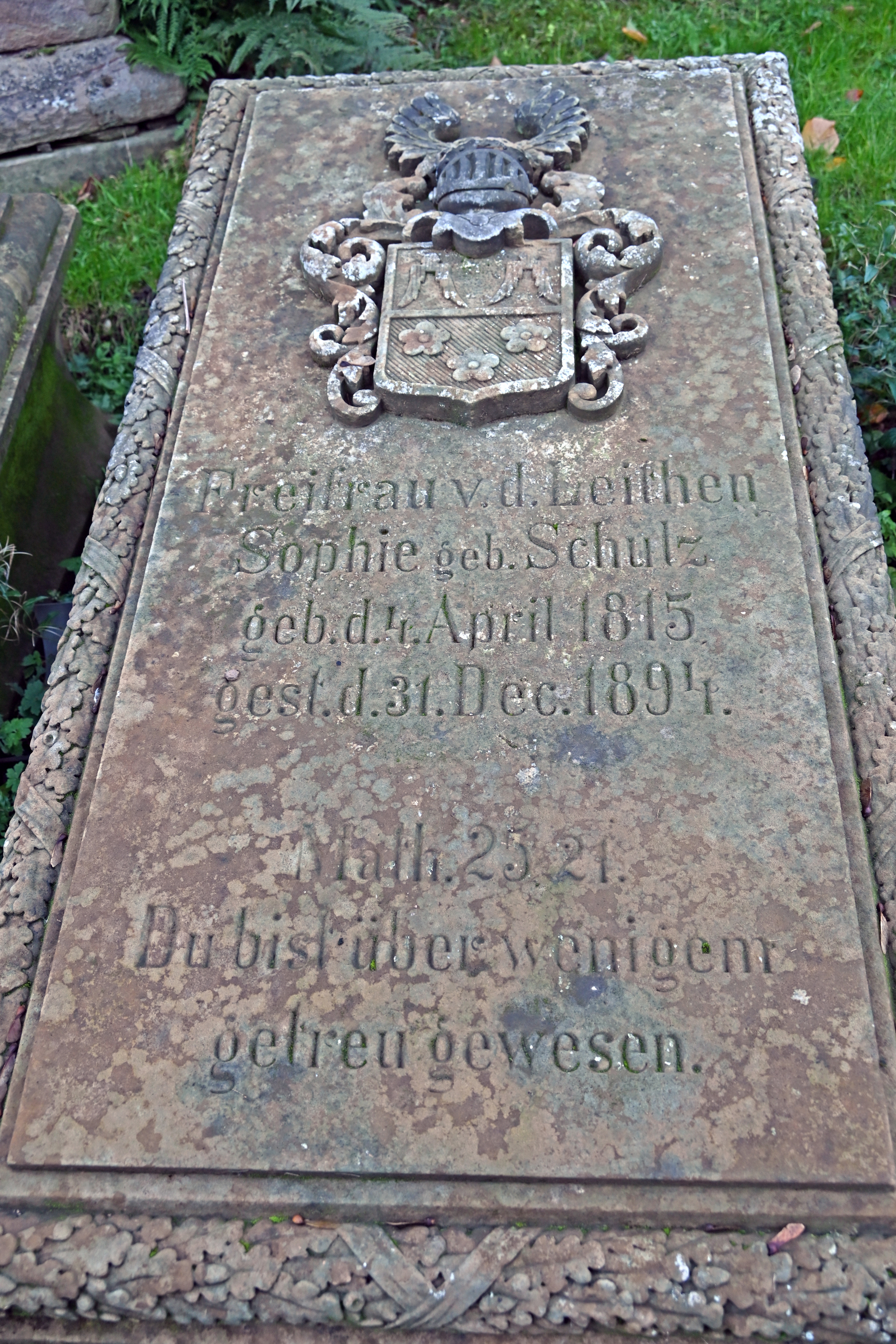
Grabstein der Freifrau von der Leithen, Sophie geb. Schulz (* 4. April 1815, † 31. Dezember 1894)
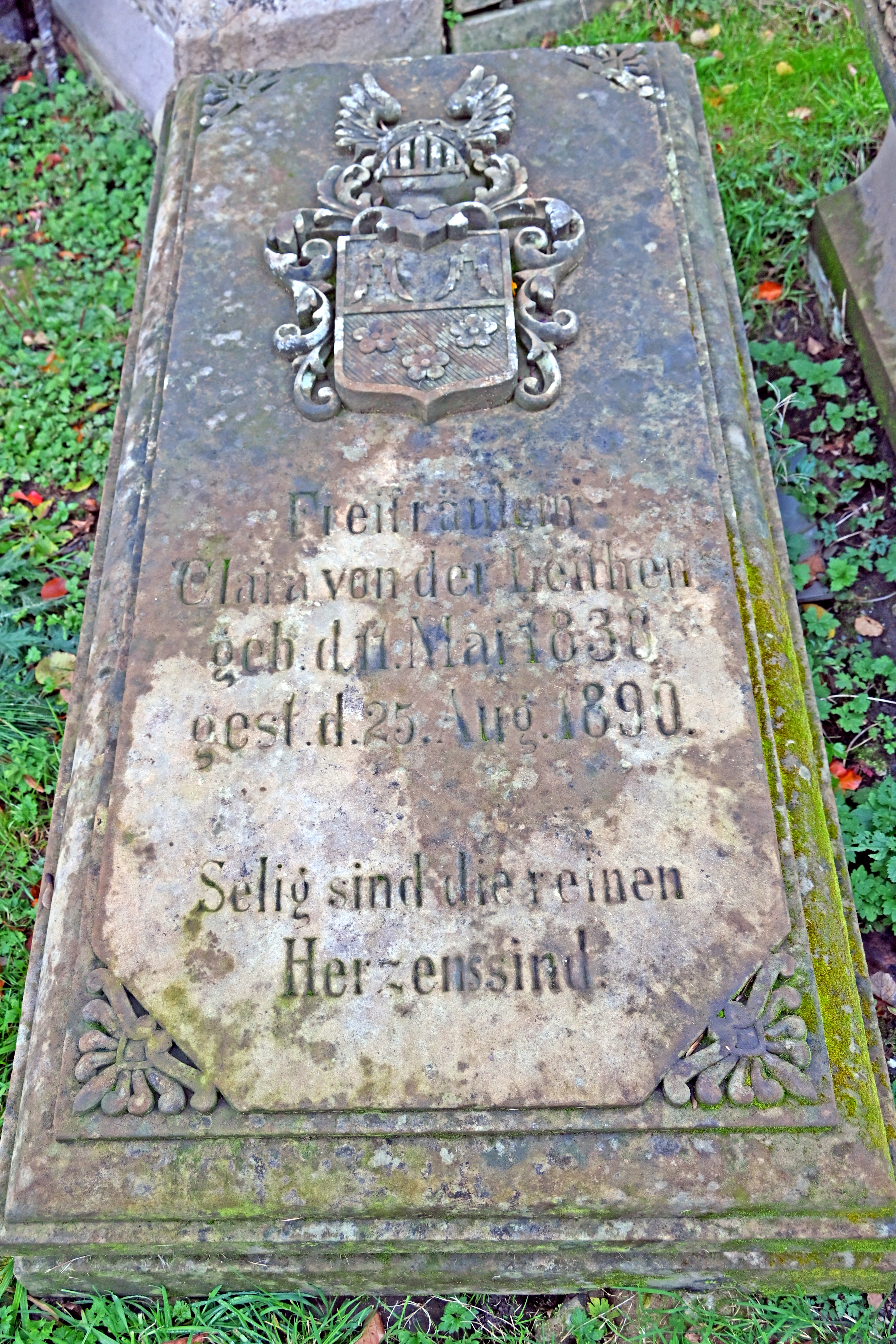
Grabstein des Freifräuleins Clara von der Leithen (* 11. Mai 1838, † 25. August 1890)
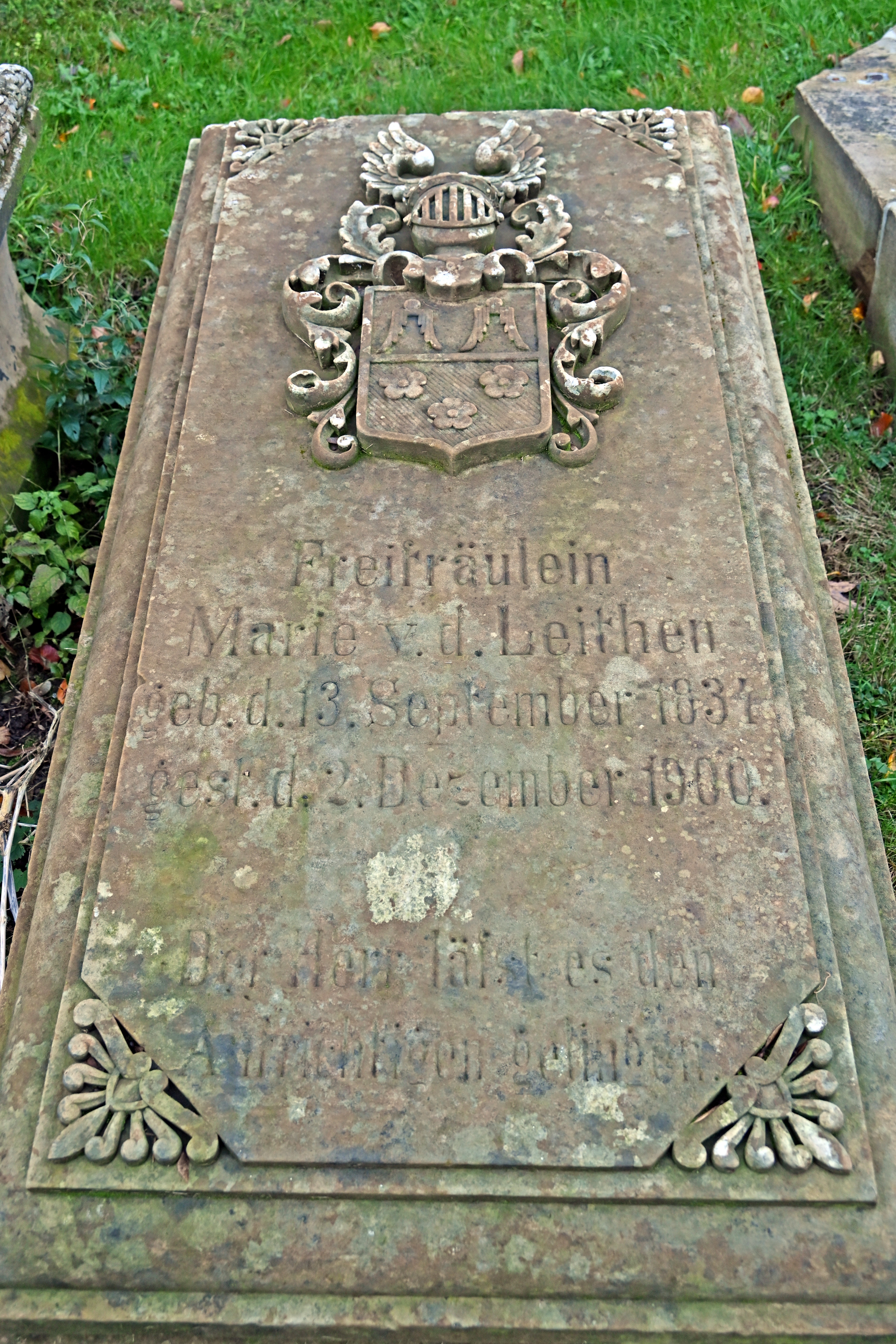
Grabstein des Freifräuleins Marie von der Leithen (* 13. September 1834, † 2. Dezember 1900)
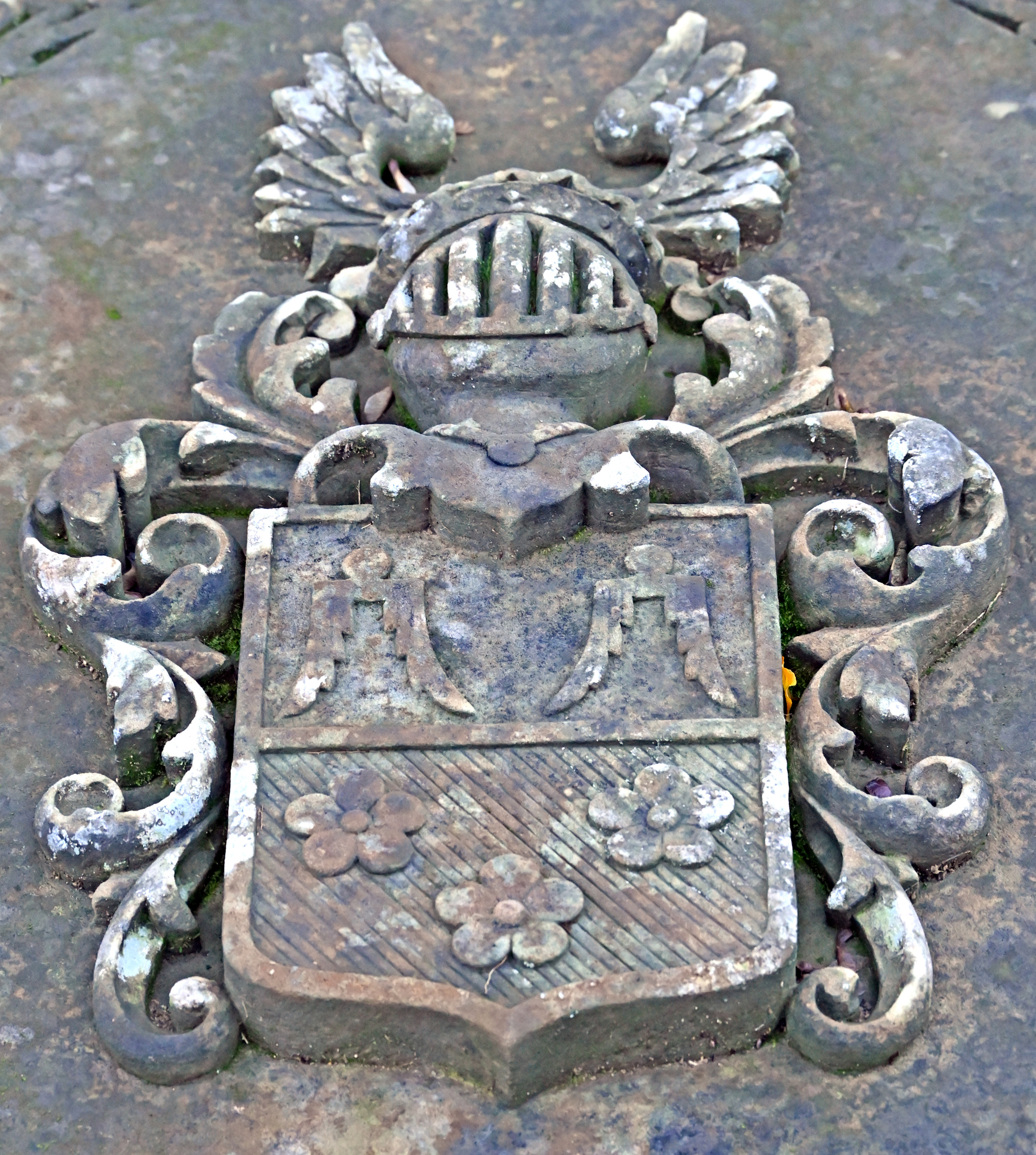
Wappen derer von der Leithen auf dem Grabstein

## Wappen
Blasonierung: Von Gold und Grün geteilt. Oben zwei rote hängende Pferdepramen, unten drei (2:1) silberne Rosen. Auf dem bekrönten Helm mit rot-silbernen Helmdecken ein offener goldener Flug.